# Mariska Parewyck
Mariska Parewyck (13 december 1988) is een Belgische atlete, die gespecialiseerd is in de middellange afstand. Zij werd driemaal Belgisch kampioene.

## Loopbaan
Parewyck behaalde op de 800 m verschillende medailles op Belgische kampioenschappen, vooraleer ze in 2012 zowel indoor als outdoor de Belgische titel veroverde. In 2020 maakte ze haar comeback - na drie dochters - met meteen een tweede plaats op de Belgische kampioenschappen, alsook een nieuw persoonlijk record op de 1500 m.
Parewyck doorliep alle jeugdreeksen bij AC Lebbeke en maakte als seniore de overstap naar Lebbeekse Atletiek Toekomst (LAT). Ze stapte nadien over naar atletiekclub Eendracht Aalst en traint bij haar echtgenoot.

## Belgische kampioenschappen
Outdoor
| Onderdeel | Jaar |
| --------- | ---- |
| 800 m     | 2012 |
| 1500 m    | 2025 |

Indoor
| Onderdeel | Jaar |
| --------- | ---- |
| 800 m     | 2012 |
| 1500 m    | 2023 |

## Persoonlijke records
Outdoor
| Onderdeel | Prestatie | Datum            | Plaats   |
| --------- | --------- | ---------------- | -------- |
| 800 m     | 2.00,40   | 9 augustus 2025  | Oordegem |
| 1000 m    | 2.43,50   | 10 augustus 2022 | Ninove   |
| 1500 m    | 4.08,46   | 20 juli 2024     | Ninove   |

Indoor
| Onderdeel | Prestatie | Datum           | Plaats    |
| --------- | --------- | --------------- | --------- |
| 800 m     | 2.05,81   | 25 januari 2025 | Apeldoorn |
| 1500 m    | 4.15,64   | 19 januari 2025 | Luxemburg |

## Palmares

### 800 m
- 2006:  BK indoor AC – 2.16,94
- 2009:  BK AC – 2.08,88
- 2010:  BK AC – 2.13,12
- 2010:  BK indoor AC – 2.10,33
- 2011:  BK AC – 2.10,87
- 2011:  BK indoor AC – 2.12,52
- 2012:  BK indoor AC – 2.10,38
- 2012:  BK AC – 2.10,50
- 2020:  BK AC – 2.05,74
- 2022:  BK AC – 2.06,77
- 2025:  BK indoor AC - 2.03,69

### 1500 m
- 2023:  BK indoor AC – 4.23,16
- 2023:  BK AC – 4.17,83
- 2025:  BK AC – 4.11,86

### veldlopen
- 2023:  BK AC korte cross in Laken
- 2024:  BK AC korte cross in Hulshout